# Kahleah Copper
Kaleah Kahleah Copper (ur. 28 sierpnia 1994 w Filadelfii) – amerykańska koszykarka występująca na pozycjach rzucającej oraz niskiej skrzydłowej, obecnie zawodniczka Chicago Sky, w WNBA.
1 czerwca 2017 została zawodniczką Basketu 90 Gdynia.
17 lipca 2019 dołączyła do InvestInTheWest Enei AZS AJP Gorzów Wielkopolski.

## Osiągnięcia
Stan na 13 sierpnia 2024, na podstawie, o ile nie zaznaczono inaczej..

### NCAA
- Uczestniczka II rundy turnieju NCAA (2015)
- Mistrzyni turnieju Women's National Invitation Tournament (WNIT – 2014)
- MVP turnieju:
  - Paradise Jam (2016)
  - WNIT (2014)
- Zaliczona do:
  - I składu:
    - turnieju:
      - Paradise Jam (2016)
      - WNIT (2014)

    - All-American Athletic Conference (2014)
    - All-Met (2014)
    - najlepszych zawodniczek pierwszorocznych Big East (2013)

  - II składu:
    - Big 10 (2015, 2016)
    - All-Met (2015)

  - składu Big Ten All-Academic (2015, 2016)

### WNBA
- Mistrzyni WNBA (2021)
- Finalistka pucharu WNBA Commissioner's Cup (2022)[4]
- MVP finałów WNBA (2021)[5]
- Uczestniczka meczu gwiazd – kadra USA vs gwiazdy WNBA (2021)[6]

### Drużynowe
- Mistrzyni: 
  -  Hiszpanii (2022)
  - Belgii (2017)
- Brąz mistrzostw Polski (2020)
- Zdobywczyni pucharu:
  - Hiszpanii (2022)
  - Belgii (2017)[7]

### Indywidualne
- Zaliczona do I składu:
  - EBLK (2018[8], 2020[9])
  - ligi belgijskiej (2017 przez eurobasket.com)[10]
  - pucharu Polski (2018)[11]
- Liderka strzelczyń:
  - Eurocup (2018)
  - sezonu regularnego EBLK (2018, 2020)[12]

### Reprezentacja
- Mistrzyni olimpijska (2024)[13]